# ホスア・メヒアス
ホスア・アントニオ・メヒアス・ガルシア  (Josua Antonio Mejías García  ,  1997年6月9日 - )は、ベネズエラ・カラボボ州バレンシア出身のプロサッカー選手。イスラエル・プレミアリーグのベイタル・エルサレムFCに所属している。ポジションはDF。

## 来歴
2015年にカラボボFCのトップチームに昇格し、7月12日のデポルティーボ・ペタレFC戦でプロデビュー。同年シーズンは16試合に出場。2016年シーズンはプリメーラ・ディビシオン初ゴールを決めた。
2017年9月1日、スペインのFCカルタヘナへのローン移籍が発表された。その後CDレガネスへの完全移籍が決まった後、ジムナスティック・タラゴナなどでローン移籍でプレーした。

## 代表経歴
2017年に2017 FIFA U-20ワールドカップ出場権を賭けた南米ユース選手権にU-20のベネズエラ代表に招集され、出場権獲得に貢献。本大会でもウィリアムス・ベラスケスと共に最終ラインで守備陣を支え、FIFA主催の全てのカテゴリーにおける国際大会でのベネズエラ代表として初の決勝戦進出に貢献した。
2021年10月7日、2022 FIFAワールドカップ・南米予選のブラジル代表戦でA代表初出場。